# Возрастной андрогенный дефицит
Возрастной андрогенный дефицит (возрастной гипогонадизм, мужской климакс, андропауза) — это состояние у пожилых мужчин, для которого характерны относительно низкие уровни тестостерона и клинические симптомы, в основном сексуального характера, в том числе снижение либидо, уменьшение спонтанной эрекции и эректильная дисфункция. Это результат постепенного снижения уровня тестостерона; может происходить устойчивое снижение уровня тестостерона примерно на 1 % в год, и это хорошо документировано как у мужчин, так и у женщин.

## Причины
В возрасте от 40 до 50 лет некоторые мужчины могут испытывать депрессию, потерю либидо, эректильную дисфункцию и другие физические и эмоциональные симптомы. Эти симптомы включают раздражительность, потерю мышечной массы и снижение способности к физическим нагрузкам, увеличение веса, недостаток энергии, проблемы со сном или плохую концентрацию. Важно отметить, что многие из этих симптомов могут возникнуть в результате кризиса среднего возраста или в результате длительного нездорового образа жизни (курение, чрезмерное употребление алкоголя, переедание, отсутствие физических упражнений) и лучше всего устраняются изменением образа жизни, терапией, или антидепрессанты
Уровни тестостерона могут снижаться с возрастом примерно на 1 % в год как у мужчин, так и у женщин после определённого возраста; данный феномен хорошо документирован; причины снижения не совсем понятны.

## Эпидемиология
Эпидемиология не ясна; 20 % мужчин в возрасте 60 лет и 30 % мужчин в возрасте 70 лет имеют низкий уровень тестостерона; около 5 % мужчин в возрасте от 70 до 79 лет имеют низкий уровень тестостерона и симптомы, поэтому у них диагностируется возрастной гипогонадизм. National Health Service описывает данное заболевание как редкое.

## Диагностика возрастного андрогенного дефицита
При установке диагноза учитывается как наличие клинической картины, так и лабораторно подтвержденного низкого уровня тестостерона.
К клиническим проявлениям низкого уровня тестостерона относятся:
- Нарушение сексуальной функции
  - Нарушение эрекции
  - Снижение полового влечения (либидо)
  - Расстройства оргазма
  - Нарушение эякуляции (семяизвержения)
  - Снижение фертильности (способности к оплодотворению)
- Соматические расстройства
  - Увеличение количества жировой ткани
  - Нарушение мочеиспускания (слабая струя, ночные позывы, частое мочеиспускание)
  - Снижение мышечной силы и мышечной массы
  - Снижение плотности костной ткани, боли в нижней части спины и суставах
  - Физическое истощение, упадок жизненных сил
- Психоэмоциональные расстройства
  - Снижение работоспособности
  - Повышенная утомляемость, повышенная потребность во сне
  - Проблемы со сном (трудности с засыпанием, на протяжении сна, раннее пробуждение, бессонница)
  - Снижение памяти и внимания
  - Раздражительность (ощущения агрессивности, раздражения по пустякам, уныние)
  - Нервозность (внутреннее напряжение, суетливость, беспокойство), тревожность, депрессия

В лабораторной диагностике основное значение имеет определение уровня тестостерона. Диагноз возрастного андрогенного дефицита устанавливается при снижении уровня общего тестостерона ниже 8 нмоль/л (при исключении патологии щитовидной железы и гиперпролактинемии) Уровень 8-12 нмоль/л (230—345 нг/дл) считается пограничным и требует расчета свободного тестостерона на основании данных ГСПГ и альбумина крови. При нормальном уровне свободного тестостерона андрогенного дефицита нет. Кроме того, в диагностике возрастного андрогенного дефицита имеют значение глобулин, связывающий половые стероиды (ГСПС), гонадотропины: фолликулостимулирующий (ФСГ) и лютеинизирующий гормон (ЛГ), эстрогены: эстрадиол (E2), и пролактин.
При выставлении диагноза возрастной андрогенный дефицит важно исключать наличие другой эндокринной патологии (нарушение функции щитовидной железы, активность ароматазы в избыточной жировой ткани, гиперпролактинемия).

## Лечение
Лечение возрастного андрогенного дефицита заключается в пожизненном приеме препаратов, повышающих уровень тестостерона в крови, что приводит к утрате возможности выработки эндогенного тестостерона за счет подавления выработки гонадотропинов в гипоталамо-гипофизарной системе. Лечение тестостероном направлено только на устранение его дефицита в организме, но не на лечение нарушенного сперматогенеза. Наоборот, назначение тестостерона в таких случаях только усугубляет нарушение сперматогенеза, так как подавляет секрецию гонадотропинов. Если для больного важно сохранить фертильность, то необходимо выбрать другой [какой?], кроме тестостерона, метод лечения. Неблагоприятные эффекты лечения тестостероном включают воздействие на простату, ночное апноэ, эритроцитоз, венозную тромбоэмболию и риск развития сердечно-сосудистых заболеваний. Другим, более современным подходом к лечению андрогенного дефицита является пришедшая из спортивной медицины терапия антиэстрогенами и ингибиторами ароматазы, позволяющая активизировать выработку гонадотропинов и как следствие повысить уровень выработки эндогенного тестостерона. В настоящее время, такой подход к лечению имеет очевидные преимущества перед гормонозаместительной терапией препаратами тестостерона. 
Многие клинические признаки, сопровождающие процесс старения, такие как снижение мышечной массы, силы и энергии, снижение мужественности, либидо и сексуальной активности, повышенная частота импотенции, снижение когнитивных функций и ухудшение общего самочувствия, также наблюдаются у молодых мужчин с дефицитом андрогенов. Более низкие уровни андрогенов у стареющих мужчин могут быть ответственны за некоторые из этих изменений и что заместительная терапия андрогенами может предотвратить, замедлить или даже обратить вспять некоторые из них. 
Проблема возрастного андрогенного дефицита у пожилых мужчин не ограничивается только лишь нарушениями в сексуальной и психоэмоциональной сфере, но и оказывает влияние на многие органы и системы организма, в связи с чем нельзя недооценивать значимость выявления возрастного андрогенного дефицита и его лечения.
Поскольку все применяемые на сегодняшний день препараты имеют свои преимущества и недостатки, лечение, направленное на нормализацию уровня тестостерона в организме, должно назначаться компетентным специалистом с учётом его эффективности, переносимости и удобства для пациента.

## Влияние силовых тренировок на повышение уровня тестостерона у мужчин в зрелом возрасте
В 2019 году на базе факультета физического воспитания и спорта Университета Коменского в Братиславе, Словакия, изучали силовые тренировки в качестве дополнительной терапии андрогенной недостаточности у стареющих мужчин (ADAM). В течение 12 недель изучалось влияние силовых тренировок на мышечную массу и силу мышц. Тренировки включали упражнения на большие группы мышц с интенсивностью от 70 % до 80 % от 1ПМ (максимум в одном повторении) в объёме от двух до трех подходов по 10-12 повторений и периоды отдыха от короткой до средней продолжительности (от 60 до 90 с). Были отмечены благоприятные эффекты[какие?] при выполнении базовых упражнений со штангой: приседаний и жима штанги лежа, а также жима ногами в тренажере по определённому протоколу в отношении качества жизни, утомляемости, мышечной силы, мышечной выносливости, а также состава тела у пожилых мужчин с раком простаты, получающих терапию андрогенной депривации, таким образом, находящихся в тяжелом состоянии с хронически низким уровнем тестостерона.